# کستلوود (داکوتای جنوبی)
کستلوود(به انگلیسی: Castlewood) شهری در ایالت داکوتای جنوبی کشور ایالات متحده آمریکا است که جمعیت آن در سرشماری سال ۲۰۱۰ میلادی، ۶۲۷ نفر بوده‌است.